# Voievodatul Pomerania Centrală
Voievodatul Pomerania Centrală (poloneză województwo środkowopomorskie) este o unitate administrativă propusă a Poloniei, a carei reședințe s-ar afla în Koszalin (guvern local legislativ) și în Słupsk (guvern local executiv). O formă a regiunii este foarte asemănătoară, ca formă a voievodatului Koszalin din perioadă 1950-75.

## Diviziuni administrative
Voievodatul Pomerania Centală s-ar împărți în 12 (sau 13 – conținând județul Lębork, sau 14 – conținând județul Lębork și creând județul Miastko). Departe de județele, regiunea ar contine și cele două municipii.
Informații mai jos se referă la proiectul deputaților.

### Municipii
1. Koszalin
2. Słupsk

### Județe
| 1. Białogard 2. Bytów 3. Człuchów 4. Drawsko Pom. | 1. Kołobrzeg 2. Koszalin 3. Sławno 4. Słupsk | 1. Szczecinek 2. Świdwin 3. Wałcz 4. Złotów |

### Orașe principale
1. Koszalin (105 206)
2. Słupsk (99 644)
3. Kołobrzeg (45 313)
4. Szczecinek (39 777)